# Szakonyi József
Szakonyi József (Dabrony, 1746. április 28. – 1811) evangélikus lelkész és főesperes.

## Élete
Tanult Sopronban tíz évig, Jenában háromig; ez utóbbi helyről meghívatván, 1772-ben lett Nemescsón magyar prédikátor, innét 1786. szeptember 9-én Pápára választatott, ahol 1787-ben alesperes lett. 1791-ben a pesti zsinaton részt vett, 1803-ban pedig Veszprém megye felső vidékének főesperese lett.

## Munkái
- Az 1778. támadott hadi háborúban Istenhez bocsátott Imádsága a N.-Csói Gyülekezetnek. 8 rét 2. lev. Hely n. (Másodszor megjelent »Imádságos könyv... kiadta Horváth Sámuel... Győr, 1799. a 318., 319. l.).
- Oskolai Vezér: vagy az okos és hasznos iskolai tanításra vezető könyvecske, mellyet az apróbb magyar oskoláknak kedvekért D. Seiler Gy. Fr. és egyebek szerént készítette... Pozsony, 1792.
- A mostan megnyert békességért vízkereszt nap után VI. Vasárnap a hálaadó predikátziókor mondatott Ének. Pozsony, 1798.